# カンテラーノ
カンテラーノ（伊: Canterano）は、イタリア共和国ラツィオ州ローマ県にある、人口約370人の基礎自治体（コムーネ）。

## 地理

### 位置・広がり
ローマ県東部のコムーネ。スビアーコから西北西へ約5km、ティーヴォリから東へ約20km、ローマ中心部から東北東へ約48km、ラクイラから南西へ約55kmの距離にある。

#### 隣接コムーネ
隣接するコムーネは以下の通り。
- アーゴスタ - 北
- スビアーコ - 東
- ロッカ・サント・ステーファノ - 南
- ジェラーノ - 西
- ロッカ・カンテラーノ - 北西

### 地勢
町域をアニエーネ川が流れる。

### 気候分類・地震分類
カンテラーノにおけるイタリアの気候分類 (it) および度日は、zona E, 2328 GGである。
また、イタリアの地震リスク階級 (it) では、zona 2B (sismicità media) に分類される。

## 行政

### 山岳部共同体
広域行政組織である山岳部共同体「アニエーネ山岳部共同体」 (it:Comunità montana dell'Aniene) （事務所所在地: アーゴスタ）に属する。